# Trechaleoides biocellata
Espèce
Synonymes
- Trechalea biocellata Mello-Leitão, 1926

Trechaleoides biocellata est une espèce d'araignées aranéomorphes de la famille des Trechaleidae.

## Distribution
Cette espèce se rencontre au Brésil, au Paraguay et en Argentine dans les provinces de Misiones et de Corrientes,.

## Description
La carapace du mâle décrit par Carico en 2005 mesure 7,9 mm de long sur 7,0 mm de large et l'abdomen 8,0 mm de long et celle de la femelle mesure 8,5 mm de long sur 7,8 mm de large et l'abdomen 8,6 mm de long.

## Publication originale
- Mello-Leitão, 1926 : Algumas aranhas do Brasil meridional. Boletim do Museu Nacional do Rio de Janeiro, vol. 2, p. 1-18.